# Adrian, Satu Mare
Adrian (în maghiară Adorján) este o localitate componentă a orașului Livada din județul Satu Mare, Transilvania, România.
În anul 1992 număra 536 de locuitori, dintre care 506 maghiari, 29 români și 1 sârb. Râul omonim, Râul Adrian, traversează localitatea.
 Acest articol despre o localitate din județul Satu Mare este deocamdată un ciot. Puteți ajuta Wikipedia prin completarea lui.